# Buenavista, Cazones de Herrera
Buenavista är en ort i Mexiko.   Den ligger i kommunen Cazones de Herrera och delstaten Veracruz, i den sydöstra delen av landet, 240 km nordost om huvudstaden Mexico City. Buenavista ligger 27 meter över havet och antalet invånare är 618.
Terrängen runt Buenavista är platt. Havet är nära Buenavista österut.  Närmaste större samhälle är Cazones de Herrera, 10,4 km väster om Buenavista. 